# Reiki
Reiki este un sistem de terapie energetică în care nu se folosește energia personală a terapeutului ci "energia universală" (rei = spirit, universal; ki = energie). Energia vitală sau forța vitală este un concept științific abandonat. Ki, Chi sau Qi este un concept pseudoștiințific, neverificat, care nu a fost niciodată observat în mod direct și nu are nicio legătură cu conceptul de energie din științe.
Istoricul medicinei din China Paul U. Unschuld⁠(en)[traduceți] adaugă că „nu există nicio dovadă a unui concept de « energie » -- fie în sens strict fizic, fie chiar în sensul mai colocvial -- nicăieri în teoria medicală chineză.”
Ideea de vindecare „prin punerea mâinilor“, drept o simplă mângâiere și gest de compasiune, este arhetipală, dar nu are nicio legătură cu medicina bazată pe dovezi.
Fondatorul Reiki-ului așa cum îl știm astăzi este Mikao Usui, care a trăit la sfârșitul secolului al XIX-lea și începutul secolului XX.

## Gradele Reiki

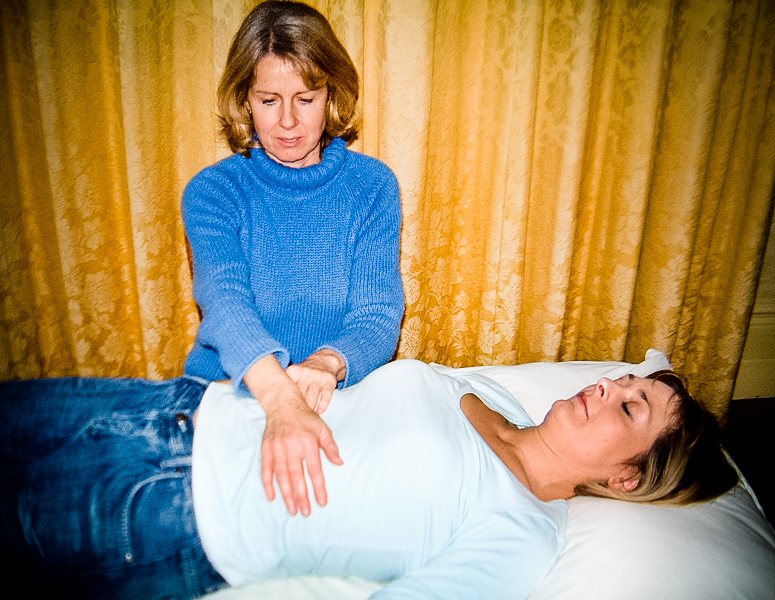
Practicant Reiki oferind tratament unui pacient.

Gradul I: după inițiere, practicantul poate face autotratament, după un timp și tratament. Pozițiile de așezare ale mâinilor sunt simple și intuitive: se merge pe principiul de sus în jos, urmărind chakrele, pe fața și pe spatele trupului. De asemenea, mâinile se aplică în locurile dureroase.
Gradul al II-lea: după inițiere, practicantul primește primele simboluri Reiki, cu ajutorul cărora își poate activa palmele pentru o mai mare eficiență. Poate efectua, de asemenea, tratament prin vizualizarea simbolurilor în anumite puncte precizate. Simbolurile permit curățarea încăperilor de energii negative, dăunătoare, curățarea și energizarea mâncării, dar și trimiterea luminii la distanță și crearea câmpurilor de protecție. Tratarea de la distanță devine și ea practicabilă.
Gradul al III-lea (sau profesor): după inițiere, practicantul primește noi simboluri și învață tehnici suplimentare. Poate face acordaje altor persoane. De multe ori, acest grad se "sare" și se trece direct la maestru.
Maestru: după inițiere, noul maestru poate la rândul lui să facă altora inițieri/acordaje și cunoaște simbolurile specifice maeștrilor.
După fiecare inițiere, urmează o perioadă de criză de vindecare, de purificare, cu o durată de 21 de zile. În această perioadă practicantul trebuie să-și efectueze autotratament zilnic și să practice un regim de viață cât mai echilibrat, cu un meniu lacto-vegetarian.
În timp, au apărut numeroase sisteme Reiki. Unele recuperează tehnici și simboluri descoperite în vechile manuscrise esoterice orientale, altele se bazează pe experiența înnoitoare a maeștrilor contemporani. Astfel, pe lângă Reiki tradițional, au apărut și sunt practicate cu succes Karuna Reiki, Gendai Reiki, Shambala Reiki, etc.
Nu există nicio autoritate centrală care să controleze utilizarea cuvintelor „Reiki” sau „maestru Reiki”. Certificatele pot fi achiziționate pe internet pentru mai puțin de 100 USD. „Nu este neobișnuit” ca un curs să ofere atingerea unui grad de maestru Reiki în două weekend-uri. Nu există nicio reglementare a practicanților sau a maestrului Reiki în Statele Unite.

## Simbolurile Reiki tradiționale

### Cho Ku Rei
Simbolul puterii – „Pune puterea aici!“. Concentrează și amplifică energia.

### Sei He Ki
Simbolul mental-emoțional – „Spiritul și omul sunt împreună“. Deschide chakre, câmpuri, dimensiuni.

### Hon Sha Ze Sho Nen
Simbolul de distanță – „Fără trecut, prezent sau viitor“. Permite transmiterea la distanță a energiei.

### Dai Ko Mio
Simbolul de maestru – „Marea Lumină Strălucitoare“. Deschidere către sursa de Lumină universală.

Cho Ku Rei
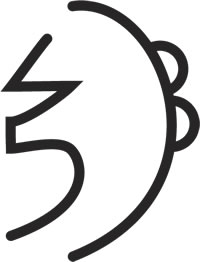
Sei He Ki
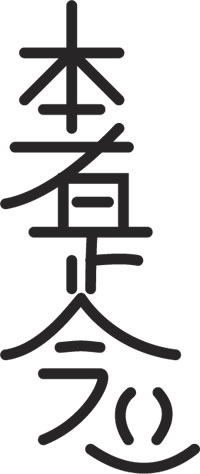
Hon Sha Ze Sho Nen
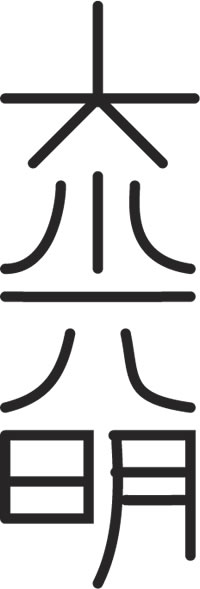
Dai Ko Mio

## Din punct de vedere științific
În studii științifice riguroase, efectele terapiei Reiki nu diferă de efectul placebo.
Reiki este folosit ca exemplu ilustrativ de pseudoștiință în tratatele academice și articolele din jurnalele academice. David Gorski⁠(en)[traduceți] scrie că Reiki concurează cu homeopatia pentru a fi „regina șarlataniilor medicale” din cauza „ridicolului ei pur și a lipsei contactului cu realitatea”.

## Din punct de vedere creștin
Conform unei decizii din martie 2009, Biserica Catolică se opune practicării Reiki, deoarece nu este nici tehnică medicală bazată pe știință, nici practică religioasă compatibilă cu creștinismul. De la acest anunț, unii laici catolici au continuat să practice Reiki, dar acesta a fost eliminat din multe spitale catolice și din alte instituții catolice.